# Isonychus phlaeopterus
Isonychus phlaeopterus är en skalbaggsart som beskrevs av Blanchard 1850. Isonychus phlaeopterus ingår i släktet Isonychus och familjen Melolonthidae. Inga underarter finns listade i Catalogue of Life.